# 竹内勉
竹内 勉（たけうち つとむ、1937年5月30日 - 2015年3月24日）は、日本の民謡研究家。東京都生まれ。
民謡研究の第一人者。10代から民謡採集を始め、のち町田佳声に師事。
1965年、第20回文化庁芸術祭・奨励賞（レコード部門）を監修「民謡源流考」（コロムビアレコード）で受賞。NHKラジオで長年に渡り民謡番組を担当し、2000年3月、NHK75周年感謝状。
1999年には、民謡採集50周年記念として「生きる之碑」を京都・大原三千院境内に建立。

## 著書
- 「うたのふるさと」（1969年、音楽之友社）
- 「新保広大寺」（1973年、錦正社）
- 「日本の民謡」（1973年、NHK出版）
- 「民謡のふるさとを行く」（1978年4月、音楽之友社）
- 「追分節」（1980年8月、三省堂）
- 「民謡のふるさと」（1981年7月、保育社）
- 「民謡」（1981年7月、角川書店）
- 「民謡のこころ　1－8集」（1982年2月～1995年9月、東研出版）
- 「続・民謡のふるさとを行く」（1983年3月、音楽之友社）
- 「民謡手帖」（1989年7月、駸々堂出版）
- 「生きてごらんなさい」全9巻（1995年4月～2002年11月、本阿弥書店）
- 「民謡コンクール手帖」（1996年7月、東研出版）
- 「竹内勉 語録　見た聞いた残せたの民謡人生五十年」（1999年9月、本阿弥書店）
- 「はいや・おけさと千石船」（2002年3月、本阿弥書店）
- 「じょんがらと越後瞽女」（2002年10月、本阿弥書店）
- 「追分と宿場・港の女たち」（2003年1月、本阿弥書店）
- 「東京の漁師と船頭」（2004年1月、本阿弥書店）
- 「東京の農民と筏師」（2004年5月、本阿弥書店）
- 「田植え唄と日本人」（2006年8月、本阿弥書店）
- 「『稗搗き節』の焼畑と彼岸花の棚田」（2009年8月、本阿弥書店）
- 「恋の歌垣　ヨサコイ・おばこ節」（2011年6月、本阿弥書店）
- 「盆踊り唄：踊り念仏から阿波踊りまで」（2014年2月、本阿弥書店）
- 「民謡名人列伝」（2014年12月、本阿弥書店）
- 「ヤン衆のソーラン節とマタギの津軽山唄」（2016年5月、本阿弥書店）

## 編著
- 「日本民謡事典 I 北海道・東北」（2018年5月、朝倉書店）
- 「日本民謡事典 II 関東・甲信越・北陸・東海」（2018年5月、朝倉書店）
- 「日本民謡事典 III 関西・中国・四国・九州」（2018年5月、朝倉書店）